# Billy Joy
William Joseph Joy (20 tháng 6 năm 1863 - 1947) là một cầu thủ bóng đá người Anh thi đấu ở Football League cho Blackburn Rovers, Darwen và Preston North End.